# República Galàctica
La República Galàctica (1032 - 19 ABY) és una organització política en l'univers fictici de La Guerra de les Galàxies, de George Lucas.
Va ser l'organisme polític que més anys va durar a la galàxia, fins que en un parell de setmanes es va esfondrar per la voluntat d'un home: Palpatine.
La república galàctica va existir durant més de quatre mil anys, permetent una digna i pacífica coexistència entre la majoria de les espècies i planetes de la galàxia coneguda. La seva seu va ser durant molt temps al planeta Coruscant, on el Senat Galàctic, es reunia per a discutir mesures per al benefici dels planetes i corporacions membres de la república.
Un organisme que va existir gairebé alhora amb la república, va ser l'orde jedi. Aquesta va existir com a protectora i facció activa per a resoldre conflictes. La seu de l'orde jedi estava també a Coruscant, en el temple jedi, des d'on observaven acuradament les activitats polítiques. La república estava dirigida per un canceller suprem; assistit per un vicecanceller i un secretari. Durant la batalla de Naboo, la república estava dirigida pel canceller Valorum i el vicecanceller Mas Amedda. Després d'una sèrie de moviments polítics, el canceller va ser deposat i Palpatine va pujar a la cadira, preparant el seu pla mestre.
El caràcter no militar de la república va ser trencat davant de l'aparició d'una nova facció. Un grup d'exmembres de la república, molt disgustats amb la burocràcia havien format una confederació de separatistes (la Federació de Comerç, el Gremi de Comerç, la Unió Tecno, el lobby bancari, etc) i es preparaven per a destruir el sistema polític amb exèrcits d'androides mecànics (droides de batalla). Tot seguit es va posar en discussió el crear un exèrcit que protegís a la república i als planetes que li donessin suport. Aquesta va ser la raó bàsica per la qual es creia que la Senadora Padmé Amidala havia sofert diversos intents d'assassinat; ella era la líder de l'oposició a la creació de l'exèrcit de la república.
Però misteriosament, deu anys enrere, algú havia donat l'ordre de creació d'un exèrcit de clons al planeta Kamino, suplantant a un Mestre Jedi mort. Així va ser com la república va obtenir el seu exèrcit i va guanyar les Guerres clon, vencent els opositors de la república, només perquè al final, Palpatine ordenés als clons assassinar els jedi, declarant-los traïdors. D'aquesta manera la república va caure i va sorgir l'Imperi Galàctic, caracteritzat pel seu regnat de terror i injustícia.

## Història

### Període de l'Antiga República
La República va ser creada 25.000 anys abans de la batalla de Yavin i en aquest període de la història sempre hi ha hagut una clara tendència a combats entre Jedi i Sith. Era l'època de l'hiper propulsor, l'exploració espacial, l'extensió i la prosperitat, les guerres.

### Període de la Reforma de Ruusan
Quan els Sith i els enemics majoritaris semblaven haver sigut esborrats del mapa mil anys abans de l'Imperi, la República va mamprendre una reforma militar, judicial i d'imatge, igual que els Jedi. Així va nàixer la República Galàctica vista en les preqüeles, en les quals Palpatine diu que: "la República que ha viscut en pau durant mil anys".

### Període de l'Imperi
Quan el Senyor Sith Palpatine va arribar al poder va provocar les Guerres Clon, va centralitzar el poder, es va guanyar aliats i finalment va destruir els Jedi i així va alçar un Imperi Galàctic de les restes de la República. Durant una vintena d'anys l'Imperi va governar fins que al final d'una Guerra Civil Galàctica i la reinstauració de la democràcia amb la Nova República, la que anys més tard acabaria sent destruïda a les mans del Primer Orde, organització nascuda de les cendres de l'Imperi, gràcies al fet que el poder de la Base Starkiller va fer pols els planetes del sistema Hosnian.

## Senat Galàctic
Els governadors planetaris, triats democràticament, triaven senador (que representava a centenars de planetes), que al seu torn triaven al Canceller Suprem de la República. Coruscant i el Senat Galàctic sempre van ser la seu republicana.
Però el Senat Galàctic va ser reedificat en l'actual amb forma de rotonda, després de Ruusan, sobre l'antic més gran i de pedra.